# Flusso
Il flusso di un campo vettoriale attraverso una superficie orientata, in matematica e fisica, è l'integrale di superficie del prodotto scalare tra il campo vettoriale e il versore normale alla superficie, esteso su tutta la superficie stessa.
Una qualsiasi superficie S nello spazio tridimensionale può essere, almeno localmente, orientata attribuendo a ogni elemento di superficie infinitesimo {\displaystyle {\mbox{d}}S} un versore {\displaystyle {\hat {\mathbf {n} }}} a esso perpendicolare, secondo la convenzione della mano destra; si può pertanto definire la superficie infinitesima orientata:
{\displaystyle {\mbox{d}}\mathbf {S} ={\hat {\mathbf {n} }}{\mbox{d}}S.}
Il termine "flusso" deriva originariamente dall'idrodinamica, con riferimento alla portata volumetrica, tuttavia il flusso, in quanto concetto matematico, non rappresenta necessariamente il passaggio di energia o di materia.

## Definizione

L'immagine illustra come il flusso di un campo attraverso una superficie dipenda dall'intensità del campo, dall'estensione della superficie e dalla loro rispettiva orientazione

Sia {\displaystyle D\subset \mathbb {R} ^{2}} un dominio connesso, {\displaystyle (x_{0},y_{0})\in D}, {\displaystyle \phi \colon D\to \mathbb {R} ^{3}} una superficie regolare di classe {\displaystyle {\mathcal {C}}^{1}} parametrizzata in {\displaystyle \mathbb {R} ^{3}}, {\displaystyle \Sigma =\operatorname {Im} \phi }, {\displaystyle \mathbf {F} \colon \Sigma ^{^{\!\!\!^{\circ }}}\to \mathbb {R} ^{3}} campo vettoriale continuo e limitato, {\displaystyle {\hat {\mathbf {n} }}\colon \Sigma ^{^{\!\!\!^{\circ }}}\to \mathbb {R} ^{3}} campo vettoriale di giacitura tale che {\displaystyle {\hat {\mathbf {n} }}(x_{0},y_{0})=\nu (x_{0},y_{0})}, dove {\displaystyle \nu (x,y)} è la normale unitaria canonica della superficie. È detto flusso di {\displaystyle \mathbf {F} } attraverso {\displaystyle \Sigma } la funzione scalare data dall'integrale di superficie
{\displaystyle \Phi _{\Sigma }(\mathbf {F} )=\int _{\Sigma }\langle \mathbf {F} ,{\hat {\mathbf {n} }}\rangle \operatorname {dS} =\int _{\Sigma }\mathbf {F} \cdot \mathrm {d} \mathbf {S} .}
Esplicitando il prodotto scalare, appare chiaro che il flusso elementare {\displaystyle \mathrm {d} \Phi } è nullo se in quel punto il campo e la normale alla superficie elementare sono perpendicolari; è massimo o minimo se sono rispettivamente paralleli o antiparalleli.

## Grandezze correlate

### Densità di flusso
In fisica, la densità di flusso, o densità di corrente, è una grandezza vettoriale, o tensoriale, rappresentante la quantità di una certa grandezza che attraversa nell'unità di tempo una data superficie ed è usata per descrivere i fenomeni di trasporto che coinvolgono la suddetta quantità. Essa viene definita come la portata diviso l'area della superficie perpendicolare alla direzione in cui avviene il trasporto della suddetta quantità.
Gli esempi di densità di flusso sono molteplici, di seguito ne vengono riportati alcuni con le rispettive unità di misura nel Sistema internazionale:
| Densità di flusso                        | Simbolo                                                         | Unità di misura                                          | Grandezza trasportata | Simbolo                      | Unità di misura                                    |
| ---------------------------------------- | --------------------------------------------------------------- | -------------------------------------------------------- | --------------------- | ---------------------------- | -------------------------------------------------- |
| Velocità                                 | {\displaystyle \mathbf {v} }                                    | {\displaystyle [\mathrm {m\cdot s^{-1}} ]}               | Volume                | {\displaystyle V}            | {\displaystyle [\mathrm {m^{3}} ]}                 |
| Sforzo                                   | {\displaystyle {\underline {\underline {\boldsymbol {\tau }}}}} | {\displaystyle [\mathrm {Pa} ]}                          | Quantità di moto      | {\displaystyle \mathbf {p} } | {\displaystyle [\mathrm {kg\cdot m\cdot s^{-1}} ]} |
| Densità di corrente termica              | {\displaystyle \mathbf {q} }                                    | {\displaystyle [\mathrm {W\cdot m^{-2}} ]}               | Calore                | {\displaystyle Q}            | {\displaystyle [\mathrm {J} ]}                     |
| Densità di flusso di massa               | {\displaystyle \mathbf {J} _{m}}                                | {\displaystyle [\mathrm {kg\cdot s^{-1}\cdot m^{-2}} ]}  | Massa                 | {\displaystyle m}            | {\displaystyle [\mathrm {kg} ]}                    |
| Densità di flusso di quantità di materia | {\displaystyle \mathbf {J} _{n}}                                | {\displaystyle [\mathrm {mol\cdot s^{-1}\cdot m^{-2}} ]} | Quantità di materia   | {\displaystyle n}            | {\displaystyle [\mathrm {mol} ]}                   |
| Densità di corrente elettrica            | {\displaystyle \mathbf {J} _{e}}                                | {\displaystyle [\mathrm {A\cdot m^{-2}} ]}               | Carica elettrica      | {\displaystyle q}            | {\displaystyle [\mathrm {C} ]}                     |

### Fluenza
Si definisce fluenza il campo vettoriale dato dall'integrale del campo su un intervallo di tempo:
{\displaystyle {\boldsymbol {\Phi }}_{t}=\int _{t}\mathbf {F} \,\mathrm {d} t.}

## Applicazioni
Spesso gli integrali di flusso trovano impiego in molti importanti risultati matematici di analisi vettoriale, quali il teorema della divergenza e il teorema del rotore, che spesso ne permettono il calcolo senza doverlo svolgere esplicitamente.
Alcune grandezze vettoriali delle quali si calcola spesso il flusso attraverso una superficie sono il campo gravitazionale e il campo elettrico. Il calcolo del flusso di questi campi attraverso una superficie chiusa risulta spesso facilitato dal teorema di Gauss, per via della loro particolare struttura.

### Trasporto di quantità di moto
Il significato concreto del flusso diventa evidente quando si considerano fluidi continui. Prendiamo una superficie infinitesima {\displaystyle \mathrm {d} S} nello spazio: intendiamo calcolare il volume {\displaystyle \mathrm {d} V} di fluido che transita attraverso quella superficie nella direzione {\displaystyle {\hat {\mathbf {n} }}}, nel tempo {\displaystyle \mathrm {d} t}. Dato che in prossimità della superficie la sostanza si muove a velocità {\displaystyle \mathbf {v} }, {\displaystyle \mathrm {d} V} è dato semplicemente dal volume del solido che ha {\displaystyle \mathrm {d} \mathbf {S} } come base e {\displaystyle \mathbf {v} \,\mathrm {d} t} come altezza, cioè
{\displaystyle \mathrm {d} V=\mathrm {d} \mathbf {S} \cdot \mathbf {v} \,\mathrm {d} t}
esso è positivo se la sostanza fluisce lungo una direzione concorde con {\displaystyle {\hat {\mathbf {n} }}}, negativo altrimenti. Il caso limite è quello in cui il fluido scorre parallelamente alla superficie e il volume che transita attraverso {\displaystyle \mathrm {d} S} è nullo, come è logico aspettarsi.
In idrodinamica il flusso della velocità del fluido prende il nome di portata volumetrica, che rappresenta in pratica il volume del fluido che transita attraverso la sezione nell'unità di tempo, inoltre la corrispondente densità di flusso volumetrico coincide con la velocità stessa.
Il volume di fluido che attraversa la sezione nel tempo {\displaystyle \mathrm {d} t}, si ottiene sommando i singoli contributi, cioè calcolando il flusso della velocità su quella superficie:
{\displaystyle {\dot {V}}=\int _{S}\mathbf {v} \cdot \operatorname {d} \mathbf {S} .}

### Elettrodinamica
Assimilando il moto di una densità di carica elettrica {\displaystyle \rho _{e}} a quello di un fluido, si avrà che l'intensità della corrente elettrica sarà esattamente uguale al flusso della densità di corrente:
{\displaystyle i=\int _{A}\mathbf {J} _{e}\cdot \operatorname {d} \mathbf {S} =\int _{A}\rho _{e}\mathbf {u} _{e}\cdot \operatorname {d} \mathbf {S} =\rho _{e}{\frac {\mathrm {d} V}{\mathrm {d} t}}}
dove {\displaystyle \mathbf {J} _{e}} è la densità di corrente elettrica e {\displaystyle \mathbf {u} _{e}} velocità di deriva delle cariche.
Un altro importante esempio nell'ambito dell'elettrodinamica è quello del vettore di Poynting, il cui flusso è la potenza elettromagnetica trasportata dall'onda:
{\displaystyle P(t)=\int _{S}\mathbf {E} (t)\times \mathbf {H} (t)\cdot \operatorname {d} \mathbf {s} ,}
la cui trasformata di Fourier è la potenza complessa.
{\displaystyle P(\omega )=\int _{S}\mathbf {E} (\omega )\times \mathbf {H} ^{*}(\omega )\cdot \operatorname {d} \mathbf {s} .}

### Termodinamica
Un altro importante esempio di flusso è la corrente termica di conduzione, ricavata a partire dalla legge di Fourier:
{\displaystyle {\dot {Q}}=-\int _{S}\mathbf {q} \cdot \mathrm {d} \mathbf {S} =-\int _{S}(\mathbf {k} _{ij}\,\mathbf {\nabla } T)\cdot \mathrm {d} \mathbf {S} ,}
dove {\displaystyle \mathbf {q} } rappresenta la densità di corrente termica, {\displaystyle \mathbf {k} _{ij}} il tensore conducibilità termica e {\displaystyle \mathbf {\nabla } T} è il gradiente della temperatura in funzione della posizione.

### Astronomia
Il concetto lega la luminosità assoluta {\displaystyle P} alla luminosità apparente {\displaystyle I}. La luminosità apparente è definita come la quantità di energia ricevuta da una stella, al di sopra dell'atmosfera terrestre, in un secondo ed entro un'area unitaria. Ne consegue che questa è semplicemente il campo fluente rispetto alla luminosità assoluta della stella:
{\displaystyle P=\oint _{4\pi r^{2}}I\,\mathrm {d} S=4\pi r^{2}I.}
La luminosità apparente misura quindi il tasso di scorrimento dell'energia attraverso la superficie di un oggetto. La luminosità assoluta in quanto potenza non dipende dalla distanza della sorgente che irradia l'energia, mentre la luminosità apparente in quanto irradianza sì e in modo inverso al quadrato, in quanto l'energia per raggiungerci si distribuisce entro una superficie sferica il cui raggio è la nostra distanza {\displaystyle d}, come illustrato in figura 1: se la distanza raddoppia noi riceviamo {\displaystyle \left({\frac {1}{2}}\right)^{2}={\frac {1}{4}}} del flusso originario.
Per esempio recenti misure compiute in orbita (il Total Irradiance Monitor (TIM) montato a bordo di NASA Solar Radiation and Climate Experiment (SORCE)) hanno determinato la luminosità apparente del Sole circa alla nostra distanza (detta anche Costante di radiazione solare) come: 
{\displaystyle I(149,6Gm)=1360,8\pm 0,5\ \mathrm {W/m^{2}} ,}
quindi calcoleremmo la luminosità solare circa in yottawatt:
{\displaystyle P=4\pi d^{2}I(d)=4\pi \left(1,496\cdot 10^{11}\right)^{2}1360,8W=382,6\pm 0,1YW.}
In questo calcolo indiretto tutto sommato abbastanza preciso sarebbe però stato più significativo riferirsi alla distanza reale al momento della misurazione, con la relativa incertezza. L'eccentricità dell'orbita terrestre infatti rende l'unità astronomica solo una distanza media con una variazione massima di circa {\displaystyle \pm 3,3\%}. Quindi mentre la luminosità assoluta del Sole dipende soltanto dall'attività solare, quella apparente varia anche con la sua distanza dalla Terra.